# Qualifications pour le tournoi masculin de volley-ball aux Jeux olympiques d'été de 2012/Afrique
Pour un article plus général, voir Volley-ball (indoor) aux Jeux olympiques d'été de 2012 – Qualifications hommes.

## Équipes participantes
- Algérie
- Cameroun (organisateur)
- Égypte
- Ghana
- Tunisie

## Classement
| # | Équipe   | Pts | J | G | P | Sp | Sc | Ratio | Pp  | Pc  | Ratio |
| - | -------- | --- | - | - | - | -- | -- | ----- | --- | --- | ----- |
| 1 | Tunisie  | 8   | 4 | 4 | 0 | 12 | 2  | 6     | 341 | 297 | 1.148 |
| 2 | Égypte   | 7   | 4 | 3 | 1 | 10 | 5  | 2     | 362 | 307 | 1.179 |
| 3 | Cameroun | 6   | 4 | 2 | 2 | 9  | 8  | 1.125 | 381 | 371 | 1.027 |
| 4 | Algérie  | 5   | 4 | 1 | 3 | 5  | 9  | 0.556 | 309 | 318 | 0.972 |
| 5 | Ghana    | 4   | 4 | 0 | 3 | 0  | 12 | 0     | 200 | 300 | 0.667 |

## Équipe qualifiée
- Tunisie (6e participation)